# Biliran (provins)

Provinsens läge i Filippinerna

Biliran är en provins i Filippinerna. Den består av ön med samma namn och ytterligare några mindre öar. Den är belägen i regionen Östra Visayas och har 160 800 invånare (2006) på en yta av 556 km².
Biliran är indelad i 8 kommuner; Almeria, Biliran, Cabucgayan, Caibiran, Culaba, Kawayan, Maripipi och Naval.  Administrativ huvudort är Naval.